# Shibaura
Shibaura (Japonès: 芝浦) és un districte de Minato, situat a Tòquio (Japó). El districte es troba entre el costat est de la Línia Yamanote de tren i la Badia de Tòquio.
A Shibaura es troba la seu de moltes de les grans corporacions empresarials japoneses, entre altres a Toshiba i Oki.

## Tren
Al districte hi ha les estacions de Tamachi i Hamamatsucho de la Línia Yamanote, i per l'estació de Shibaura-futō de la Línia Yurikamome. La Línia Yokosuka també transcorre per un túnel sota el districte, però no hi ha estacions a l'àrea.

## Carreteres
El sistema d'autopistes de Tòquio passa a través d'aquesta àrea, i el costat central de Tòquio del Pont Rainbow acaba aquí.